# Чапарро Мартинес, Хосе Давид
Хосе Давид Чапарро Мартинес (исп. Jose David Chaparro Martinez; род. 25 ноября 1966, Сан Кристобаль, Венесуэла) — венесуэльский юрист и дипломат. В 2001—2005 годах — поверенный в делах Венесуэлы в Москве. Участник Интернационального легиона обороны Украины.

## Биография и семья
Давид Чапарро родился 25 ноября 1966 года в городе Сан-Кристобаль, Венесуэла.
Является наследником демократической политической династии.
Отец, Хосе Теодомиро Чапарро Пеньюэла (исп. Jose Teodomiro Chaparro Peñuela), закончил Андский университет (Universidad de los Andes) со степенью доктор права. Хосе Теодомиро был основателем и активистом действующей левоцентристской партии Демократическое действие, депутат Национального Конгресса Венесуэлы.
Между 1940 и 1990 годами Хосе Теодомиро вёл активную политическую и гражданскую деятельность:
- Национальный секретарь партии;
- Генеральный прокурор;
- Судья по гражданским и криминальным делам;
- Президент Законодательного собрания штата Тачира, Венесуэла, законодатель штата;
- Национальный секретарь правительства.

Хосе Теодомиро Чапарро Пеньюэла отмечен наградами от штатов Боливарианской Республики Венесуэла, вооружённых сил и Католической Церкви.

## Образование
- Институт международных отношений Киевского национального университета им. Тараса Шевченко. Юрист международного права (окончил в 1996 г.);
- Московская дипломатическая академия. Аспирантура. Доктор юридических наук. (окончил в 2005 г.);
- Университет Феррары. Бакалавр по финансовому праву. (окончил в 1995 г.);
- Член академии естественных наук Санкт-Петербурга. Академик (2004 г.).

## Профессиональный опыт
- Основатель юридической фирмы «Amica Veritas» для стран Восточной Европы. 1993 г.
- Консул Боливарианской Республики Венесуэла в Российской Федерации. 2001 г.
- Исполнительный директор инвестиционной компании UNIFIN в Австрии. 2007 г.
- Президент компании Latin Defense Group LTD (с 2013 г.)

## Развитие бизнеса
Используя связи и профессиональный опыт, в 2005 году Хосе Давид Чапарро Мартинес основал международную сеть по торговле нефтью и природным газом Transcontinental Capital. Основные виды деятельности — строительство нефтяных объектов, бурение скважин (континентальное и прибрежное), добыча нефти и ПНГ.
Компания Latin Defense Group, основанная в 2013 году, специализируется в ремонте и модернизации оборудования для авиации и сухопутных войск. К примеру, вертолётов, самолётов, танков, радиолокационных и антидроновых систем.

## Оборона Украины
В 2022 году, после начала российского вторжения в Украину, вступил в Международный легион обороны Украины и возглавил небольшой отряд украинских добровольцев, занимающийся восстановлением разрушенных российскими войсками городов и оказанием помощи пострадавшим жителям.